# كوليسيوم ألفونسو بيريز
استاد كوليسيوم (بالإنجليزية: Coliseum)‏ هو ملعب كرة قدم يقع في خيتافي، إسبانيا، يتسع لـ 17393 متفرج.

## التاريخ
افتتح الملعب في 1998.